# Lepton

Die Elementarteilchen im Standardmodell: violett: Quarks; grün: Leptonen; rot: Austauschteilchen; gelb: Higgs-Boson

Leptonen sind eine Klasse von Elementarteilchen, die zusammen mit den Quarks und den Eichbosonen die fundamentalen Bausteine der Materie bilden. Für die Anzahl der Leptonen gilt im Standardmodell der Elementarteilchen ein Erhaltungssatz (siehe Leptonenzahl).
Die Bezeichnung wurde nach dem griechischen λεπτός leptós ‚dünn‘, ‚klein‘, ‚fein‘ gebildet. Sie ist in Abgrenzung zu zwei anderen Teilchenklassen gewählt, den Mesonen („mittelgewichtig“) und den Baryonen („schwergewichtig“). Mesonen und Baryonen zählen zu den Hadronen. Wie sich herausstellte, sind diese Hadronen aus je zwei Quarks (Mesonen) bzw. drei Quarks (Baryonen) zusammengesetzt, also nicht elementar. Unter den Leptonen gibt es auch Teilchen, die keineswegs „leicht“ sind. So ist beispielsweise das τ-Lepton (oder Tauon) etwa doppelt so schwer wie ein Proton. Zum Zeitpunkt der Namensgebung war das Tauon allerdings noch unbekannt.
Insgesamt gibt es sechs Leptonenarten, die aufgrund ihrer physikalischen Eigenschaften in drei sogenannte Generationen aufgeteilt werden. In der folgenden Tabelle sind die Eigenschaften der Leptonen zusammengefasst.
| Generation | Name              | Symbol                       | Elektrische Ladung (e) | Masse (MeV) | Lebensdauer (s)                  |
| ---------- | ----------------- | ---------------------------- | ---------------------- | ----------- | -------------------------------- |
| 1          | Elektron          | {\displaystyle e}            | −1                     | 0,511       | {\displaystyle \infty } (stabil) |
| 1          | Elektron-Neutrino | {\displaystyle \nu _{e}}     | −0                     | < 8 · 10−7  | {\displaystyle \infty } (stabil) |
| 2          | Myon              | {\displaystyle \mu }         | −1                     | 105,66      | 2,197 · 10−6                     |
| 2          | Myon-Neutrino     | {\displaystyle \nu _{\mu }}  | −0                     | < 0,17      | {\displaystyle \infty } (stabil) |
| 3          | Tauon             | {\displaystyle \tau }        | −1                     | 1777        | 2,9 · 10−13                      |
| 3          | Tauon-Neutrino    | {\displaystyle \nu _{\tau }} | −0                     | < 15,5      | {\displaystyle \infty } (stabil) |

Leptonen unterliegen der schwachen Wechselwirkung, der Gravitation, und falls sie elektrische Ladung tragen, auch der elektromagnetischen Wechselwirkung. Alle Leptonen sind Fermionen und besitzen einen Spin ½.
Elektron, Myon und Tauon tragen eine negative Elementarladung. Die Neutrinos sind nicht geladen, unterscheiden sich aber durch ihren Flavour ({\displaystyle e}, {\displaystyle \mu } oder {\displaystyle \tau }). Zu jedem Lepton existiert ein Antiteilchen. Auch die Anti-Neutrinos haben keine elektrische Ladung. Die elektrische Ladung der Antiteilchen von Elektron, Myon und Tauon ist eine positive Elementarladung.
Falls die Flavour-Eigenzustände nicht den Massen-Eigenzuständen der Neutrinos entsprechen, ist der Flavour keine Erhaltungsgröße mehr. Für ein Neutrino, das im Eigenzustand {\displaystyle e} erzeugt wurde, gibt es nach einer gewissen Zeit eine Wahrscheinlichkeit, auch im Zustand {\displaystyle \mu } oder {\displaystyle \tau } nachgewiesen zu werden (Neutrinooszillationen). Dieses Modell kann das Defizit des auf der Erde gemessenen Flusses der Sonnen-Neutrinos erklären (Solares Neutrinodefizit). Diesen Ergebnissen zufolge müssen Neutrinos eine Masse größer als Null haben; um deren Nachweis bemühen sich Experimente wie beispielsweise KATRIN.